# Hans Tscherte

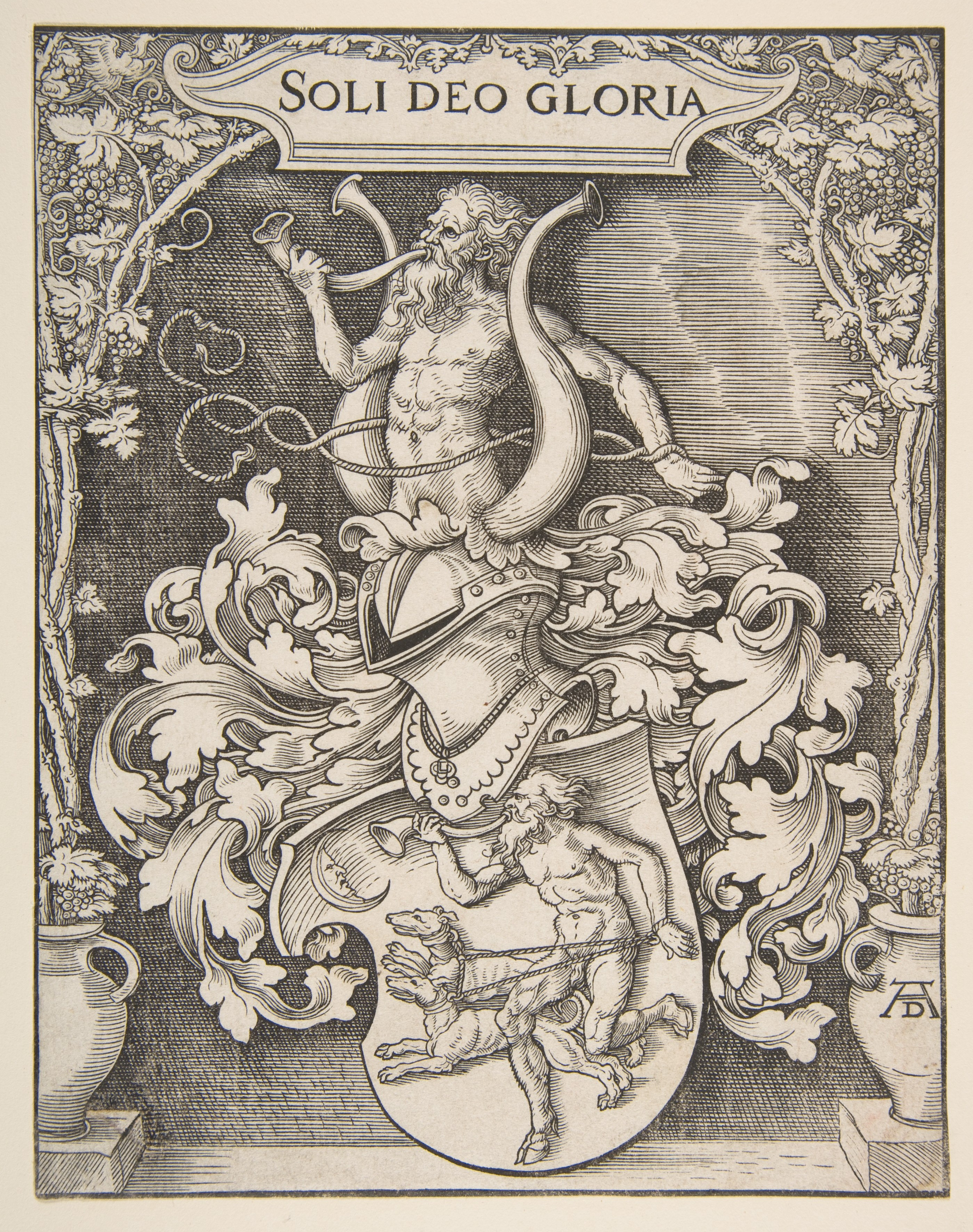
Wappen Hans Tscherttes von Albrecht Dürer, 1522

Hans Tscherte, auch Tschertte († vor 27. September 1552 in Wien) war ein österreichischer Architekt und Festungsbaumeister. Er trug entscheidend zur Verteidigung Wiens 1529 während der Ersten Türkenbelagerung bei.

## Leben
Hans Tscherte stammt sehr wahrscheinlich aus Brünn, wo er 1508 bis 1527 ein Haus besaß. Sein Name ist eine Verballhornung des tschechischen Namens Čert mit der Bedeutung „Wilder Mann“ oder „Teufel“. Die erste urkundliche Erwähnung Tschertes stammt aus dem Jahr 1486, in dem er an der Universität Wien immatrikuliert war. Seit 1509 war er in Wien ansässig und kaufte sich 1512 auf der Tuchlauben 15 ein Haus.
Tscherte war in diversen öffentlichen Funktionen tätig. So war er Ratsmitglied von 1515–20 und 1522, Bürgerspitalsmeister 1518–20, Brückenmeister 1527–29 und Baumeister der niederösterreichischen Lande 1528–52.
Tscherte gehörte bereits 1522 dem Ausschuss zur Beratung von Abwehrmaßnahmen gegen die Türken an. Während der Belagerung 1529 trug er als Fachmann des Festungsbauwesens wesentlich zur Abwehr der Türken bei, wobei er mit dem damaligen Bürgermeister Wolfgang Treu zusammenarbeitete. Nach der Belagerung war er entscheidend am Neubau der Stadtbefestigungen (1531) beteiligt. Ab 1534 wirkte er am Um- und Ausbau der Hofburg mit. Außerdem arbeitete er im Auftrag des römisch-deutschen Königs und späteren Kaisers Ferdinand I. in Wiener Neustadt, Prag, Raab, Komorn und Breslau.
Hans Tscherte war in Kontakt mit Albrecht Dürer, der 1522 sein Wappen zeichnete, und dem Humanisten Willibald Pirckheimer. Ab 1524 bekannte sich Tscherte öffentlich als Lutheraner. Er war dreimal verheiratet, seine Tochter Susanne heiratete den Hofmaler Jakob Seisenegger.
Der deutsche Mathematiker Heinrich Schreiber, genannt Henricus Grammateus, widmete das erste gedruckte deutsche Buch mit 76 Seiten über Algebra,
Ayn new kunstlich Buech welches gar gewiß vnd behend lernet nach der gemainen regel Detre/welschen practic/regeln falsi vnd etlichen regeln Cosse „Dem edlen fursichtigen weysen Johannsen Tschertte ainer des Senats zu Wienn vnd Hospitalmaister daselbst/meinem günstigen lieben herrn … Geben zu Wienn in österreich jm jar nach der gepurdt unsers selimachers. MDXViii.“ (Coss ist die damalige deutsche Bezeichnung für Algebra.) Auf der Rückseite des Titelblattes des Buches befindet sich das Wappen von Tschertte.
1940 wurde die Tscherttegasse (mit zwei t) in Wien-Meidling nach ihm benannt.